# The Deal – Eine Hand wäscht die andere
The Deal – Eine Hand wäscht die andere (The Deal) ist eine US-amerikanisch-kanadische Filmkomödie aus dem Jahr 2008. Regie führte Steven Schachter, der gemeinsam mit William H. Macy das Drehbuch anhand eines Romans von Peter Lefcourt schrieb.

## Handlung
Der Filmproduzent Charlie Berns denkt an Selbstmord. Er verspricht seinem Neffen, das von diesem geschriebene Drehbuch einer Biografie von Benjamin Disraeli zu verfilmen. Berns unterschreibt mit dem Studio einen Vertrag über 100 Millionen Dollar Produktionskosten, ohne das Drehbuch gelesen zu haben.
Es wird angekündigt, dass ein bekannter Actionstar, ein Afroamerikaner, die Hauptrolle übernehmen soll. Ohne Mitwirkung desselben als Zugpferd könnte Berns die Produktion nicht finanzieren. Berns arbeitet mit Deidre Hearn zusammen, die ihn durchschaut, aber trotzdem dem Projekt Chancen einräumt. Der Hauptdarsteller wird entführt, worauf Berns und Hearn den Schauspieler suchen.

## Kritiken
Die Organisatoren des Sundance Film Festivals bescheinigten der „kleinen Screwball-Satire“ einen Charme, der aus der Chemie zwischen Meg Ryan und William H. Macy resultiere. Der Regisseur thematisiere zahlreiche Stereotype Hollywoods.

## Hintergründe
Der Film wurde in Südafrika gedreht. Die Weltpremiere fand am 22. Januar 2008 auf dem Sundance Film Festival statt.